# モルヒネ速放剤
モルヒネ速放剤（モルヒネそくほうざい）は、がん性疼痛を抑えるために使用されるモルヒネの液剤である。速放性であるため、レスキューとして用いられる。形状は液体でアルミニウムのスティックに入っており、色は無色透明である。一日当たり約30ミリグラムから120グラムを6回に分けて服用する。オピオイド系であるため、副作用が起こることもあり、また薬品によっては併用が禁じられている。病状によっては投与できないこともある。商品名はオプソ内服液。

## 概要

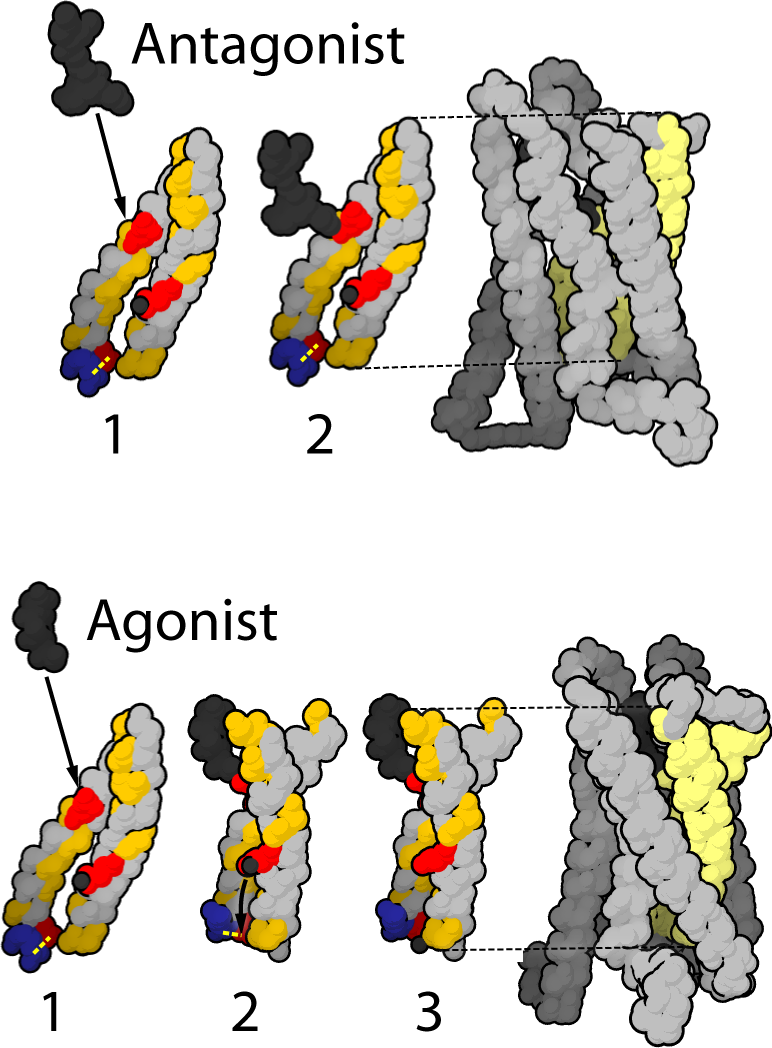
μ受容体による拮抗薬（上）、作動薬（下）との結合

モルヒネを水に溶かした薬剤で、吸収が速い。痛みがひどくなった時のレスキューに用いられる。元々がん性疼痛は、増殖したがんによる神経圧迫、または筋肉や骨の損傷によるもので、初期の弱い痛みには解熱鎮痛薬が用いられるが、進行性のものには、モルヒネを代表とするオピオイド類が用いられる。神経系には、痛みを伝える神経の働きを抑制する痛覚抑制系があり、オピオイド類は痛覚抑制系の神経細胞の表面にある、オピオイドμ受容体に結合する。こうすることによって、痛覚抑制系の神経を活性化し、痛みを抑えるのである。通常、痛みを抑えるのにはオピオイド徐放性製剤が使われる。これは、薬剤からオピオイドが時間をかけて放出されるもので、長時間にわたり効き目を持続させることができる。しかし、徐放性製剤で抑えきれない痛みの場合は、レスキュー、つまり痛みをすばやく抑える薬剤が用いられる。オプソに代表されるレスキューを何度も服用する必要がある場合は、徐放性製剤の効き目が弱くなったと判断され、薬剤の増量を増やすなどの措置が取られることになる。
オプソ内服液の成分である塩酸モルヒネは、もともとかなり苦味が強いが、ソルビトール、アミノ酸の添加により、ある程度苦味が抑えられている。

## 形状と成分
主成分はモルヒネ硫酸塩水和物で、剤形は液剤、無色澄明の液を充填した分包品である。内服用で、PHは2.3から2.7である。添加物としては、亜硫酸水素ナトリウム、D-ソルビトール、クエン酸水和物、L-グルタミン酸ナトリウム、パラオキシ安息香酸メチル、pH調節剤がある。
形状は1回使いきり型のアルミスティック分包品で、室温で3年間保存が効く。5ミリグラムのものと10ミリグラムのものがある。ただし5ミリグラムのものは、多くの用量を服用しなければならない場合には、服用が煩雑になる。

## 効果と用法

### 用法・用量
モルヒネ製剤を服用していて、臨時にレスキュードーズとして使用する場合の1回量は、定時で服用しているモルヒネ経口製剤1日量の、その6分の1のを目安とする。
モルヒネ製剤として初めてオプソ内服液を定時服用する場合は、1回5ミリグラムないし10ミリグラムから開始し、鎮痛効果や副作用の発現などに注意しながら調整する。服用間隔は、1日量を6分割で使用する場合には、4時間ごとの定時に経口で服用する。ただし、就寝前の服用に関しては、2回分を合わせて服用することもできる。通常、成人は1日6 - 24包（主成分として30 - 120mg）を1日6回に分けて服用するが、年齢・症状などにより調整される。
他のオピオイド製剤からオプソ内服液へ変更する場合は、前に服用していた薬剤の服用量、および鎮痛効果の持続時間を考慮に入れ、副作用に注意しながら、用量を調節する。また、経皮フェンタニル貼付剤からオプソ内服液へ変更する場合には、貼付剤の剥離直後は避ける。これは、貼付剤剥離後のフェンタニルの血中濃度が半減するまで、17時間以上かかるためである。オプソの服用は、この血中濃度が適切な濃度に下がるのを見はからったうえで、低用量から始めて行く。減量する場合は、急激に量を減らすと、退薬症候が発現する可能性がある。そのため、副作用等での減量の場合は、患者の状態を観察しつつ慎重に行っていく必要がある。また、服用を必要としなくなった場合には、退薬症候を防ぐために、少しずつ量を減らしていくこと。飲み忘れた場合は、気が付いた時にすぐに服用する。次回の服用は、可能な限り指示された服用間隔をあけるようにする。
次のような場合は医師や薬剤師と相談する。
1. 以前に薬を使用して、かゆみ、発疹などのアレルギー症状が出たことがある場合。
2. 呼吸抑制、気管支喘息発作、肝障害、慢性肺疾患に続発する心不全、けいれん状態、急性アルコール中毒、出血性大腸炎、細菌性下痢がある場合。
3. 妊娠または授乳中の場合。
4. 他に薬を用いている場合。（互いの作用に影響しあったり、薬効を弱めたり、逆に必要以上に強くしたりする可能性があるため[4]。）
5. オプソ内服液の成分およびアヘンアルカロイドに対して過敏である場合。
6. 出血性大腸炎を起こしている場合。（腸管出血性大腸菌（O157等）や赤痢菌等による重症の細菌性下痢患者では、症状の悪化や治療期間の延長につながることもある）[3]

用量を誤った場合は医師または薬剤師に相談し、自分の判断での服用中止は慎む。

### 副作用について
下記のような症状があらわれたら、副作用の初期症状の可能性があるので、使用をやめ、すぐに医師の診療を受けること。
- 使用を中止しようとしても止められずに使用を続ける。（依存性）
- 呼吸が浅く速くなり、呼吸をしにくい。（呼吸抑制）
- 考えがまとまりにくい、時間・場所などがわからない、幻覚があらわれる。（錯乱、せん妄）
- 胸の痛み、発作的な息切れ、のどの腫れ（無気肺、気管支けいれん、喉頭浮腫）
- 食欲不振、吐き気・嘔吐、腹痛（麻痺性イレウス、中毒性巨大結腸）

主な副作用としては便秘、眠気、吐き気、嘔吐、かゆみ、発疹などである。また、飲酒により作用や副作用が強まることがある。副作用が出た場合も医師または薬剤師に相談すること。
薬剤は乳幼児、小児の手の届かないところで、直射日光、高温、湿気を避けて保管すること。服用する本人が他者に渡さないこと。薬が残ったり、いらなくなったりした場合は、受け取った病院または薬局に返すこと。
| 発現部位      | 5%以上           | 1 - 5%未満                                 | 頻度不明（注1）                            |
| ------------- | ---------------- | ------------------------------------------ | ------------------------------------------ |
| 循環器        |                  | 低血圧                                     | 不整脈、血圧変動、顔面潮紅                 |
| 呼吸器        |                  | 呼吸抑制                                   | 一過性無呼吸、低酸素血症                   |
| 精神神経系    | 眠気             | 意識障害、一過性失見当識、ふらつき、頭重感 | めまい、不安、不穏、興奮、視調節障害、発汗 |
| 消化器        | 嘔気、嘔吐、便秘 | 食欲不振、腹部不快感                       | 不明口渇                                   |
| 過敏症（注2） | 掻痒感           |                                            | 発疹                                       |
| 肝臓          |                  | ALT (GPT) の上昇、ALPの上昇                | AST (GOT) の上昇                           |
| その他        |                  | 排尿障害、全身倦怠感                       | 頭蓋内圧の亢進                             |

- 注1：モルヒネ経口製剤を使用することによる副作用、ただしオプソ液が承認されるまでの臨床試験においては発現していない。
- 注2：このような症状があらわれた場合は、投与を中止する[2]。

### 併用に注意すべき場合
また、以下の薬剤と併用する場合は注意を要する。
- 中枢神経抑制剤
- フェノチアジン系薬剤
- バルビツール酸系薬剤等
- 吸入麻酔剤
- モノアミン酸化酵素阻害剤
- 三環系抗鬱剤
- β-遮断剤
- アルコール
＜臨床症状および措置方法＞
呼吸抑制、低血圧および顕著な鎮静または昏睡が起こることがある。相加的に中枢神経抑制作用が増強する。
＜機序または危険因子＞
相加的に中枢神経抑制作用が増強する。

- クマリン系抗凝血剤およびワルファリン
＜臨床症状および措置方法＞
抗凝血剤の作用を増強させることがある。
＜機序または危険因子＞
機序は不明である。

- 抗コリン作用を有する薬剤	
＜臨床症状および措置方法＞
麻痺性イレウスに至る重篤な便秘または尿貯留が起こるおそれがある。
＜機序または危険因子＞
相加的に抗コリン作用が増強する。

- ジドブジン（アジドチミジン）
＜臨床症状および措置方法＞
ジドブジンの副作用（骨髄抑制など）を増強させるおそれがある。
＜機序または危険因子＞
ジドブジンのグルクロン酸抱合を競合的に阻害し、クリアランスを低下させる。

- ブプレノルフィン
＜臨床症状および措置方法＞
ブプレノルフィンの高用量（8mg連続皮下投与）において、オプソ内服液への拮抗作用があるとの報告がある。
＜機序または危険因子＞
解離の遅い部分的μ-受容体作動薬であるため、モルヒネの投与前にこの薬剤を投与すると、その治療効果が弱まる[2]。